# Myxobolus improvisus
Myxobolus improvisus is een microscopische parasiet uit de familie Myxobolidae. Myxobolus improvisus werd in 1966 beschreven door Izyumova in Shulman. 